# Lijst van burgemeesters van Druten
Dit is een lijst van burgemeesters van de Nederlandse gemeente Druten in de provincie Gelderland.
| Ambtsperiode | Naam burgemeester                     | Partij of stroming | Bijzonderheden |
| ------------ | ------------------------------------- | ------------------ | -------------- |
| 1811 - 1812  | Hendrik van den Heuvel                |                    |                |
| ? - 1817 - ? | J.B. Lunskens                         |                    |                |
| 18?? - 18??  | J.B. Lunskens en J.H. Meyer           |                    |                |
| 1831 - 1873  | J. Meijer/Meyer                       |                    |                |
| 1873 - 1879  | A.B. Barkey                           |                    |                |
| 1879 - 1895  | Th.E.W. Gefken                        |                    |                |
| 1896 - 1924  | Willem Verheijen                      |                    |                |
| 1924 - 1931  | W.Th. de Leeuw                        |                    |                |
| 1931 - 1943  | J.A.M. Bruineman                      | RKSP               |                |
| 1943 - 1944  | Jacob (J.) de Vries                   |                    |                |
| 1944 - 1945  | J.A.M. Bruineman                      | RKSP               |                |
| 1946 - 1959  | Jacob (J.) de Vries                   |                    |                |
| 1959 - 1969  | Theo (Th.H.) Reinders                 | KVP                |                |
| 1969 - 1974  | Ad (A.J.E.) Havermans                 | KVP                |                |
| 1975 - 1993  | Henk (H.J.) Geurts                    | KVP / CDA          |                |
| 1993 - 2009  | Anton (A.P.M.) Aelberts               | CDA                |                |
| 2009 - 2018  | Luciën (L.J.E.M.) van Riswijk         | CDA                |                |
| 2019 - 2023  | Corry (C.A.A.) van Rhee-Oud Ammerveld | PvdA               | waarnemend     |
| 2023 - heden | Sigrid (S.W.P.J.) Sengers             |                    |                |